# 魔笛奇遇记
《魔笛奇遇记》是中国大陆与美国共同拍摄的一部奇幻题材动画片，由艾尔·格斯特、珍妮·马西森、李春永共同执导，该作品主要讲述的是21世纪的美国少年与穿越到现代世界的公主和国王，以及一个可以操控动物等能力的笛子所发生的故事，该作在当时受到了主流媒体的好评。

## 剧情
21世纪的美国，一个少年意外的遇到了一个从古代穿越过来的国王和公主，以及遇到了一个可以改变世界等能力的笛子，和一个想要得到笛子，从而控制世界的邪恶魔法师。
虽说原本柔弱的少年对此自然是有些害怕，但是经过多次的战斗，他最后变得勇敢，并且，经过少年的努力，他最终击败了这个邪恶的魔法师。

## 职员表
- 出 品 人：吴达审
- 制 作 人：谭湘江、刘俊杰、邓丽丽、刘渝（制片人）
- 监    制：赵文江、庞建（监制）、蔡志军（责任编辑）
- 原    著：巴里·格拉斯尔（剧本创意）
- 导    演：艾尔·格斯特、珍妮·马西森、李春永
- 编    剧：巴里·格拉斯尔、梅里克·伯萨克、马克·罗森、克雷格·米勒、罗布·哈里斯、罗伯特·艾利斯伯格
- 艺术指导：孙立军（艺术顾问）

## 外部連結
- 豆瓣电影上《魔笛奇遇记》的資料 （简体中文）